# Alexander Armstrong
Alexander Henry Fenwick Armstrong (n. Northumberland, Reino Unido, 2 de marzo de 1970) es un comediante, actor y presentador británico, más conocido por ser miembro del dúo cómico Armstrong y Miller junto al actor Ben Miller. También ha dado su voz al personaje del Mr. Smith, en las series The Sarah Jane Adventures y Doctor Who.

## Biografía
Armstrong nació en la localidad de Northumberland, como el menor de tres hermanos, hijo de Henry Angus Armstrong y de Emma Virginia Peronnet Thompson-McCausland. Estudió en la escuela St Mary's Music School en Edimburgo y en el Trinity College de Cambridge, con becas en música.

## Carrera
Armstrong coprotagonizó junto a Ben Miller la serie Armstrong y Miller desde 1997 hasta 2001, sin embargo el dúo decidió tomar un descanso y se separó por varios años para forjar sus propias carreras en solitario. A principios de 2000 y principios de 2001, interpretó el papel de un veterinario que odia a los animales en la sitcom Beast y también fue protagonista de una serie de anuncios televisivos para la bebida Pimm's. Armstrong narró la serie animada The Big Knights, para BBC One y emitida desde 1999 hasta el 2000. Entre septiembre y noviembre de 2010, el dúo Armstrong y Miller realizó una gira por el Reino Unido, completando un total de 62.
Prestó su voz al personaje del Mr. Smith, en las series The Sarah Jane Adventures y Doctor Who. La serie terminó debido a la muerte de su actriz principal Elisabeth Sladen en el 2011 a causa de cáncer.

## Filmografía
Televisión
| Año       | Título                    | Papel                 | Notas                                              |
| --------- | ------------------------- | --------------------- | -------------------------------------------------- |
| 1995      | The Thin Blue Line        | Caballero             |                                                    |
| 1996      | Sharpe                    | Lord John Rossendale  |                                                    |
| 1998      | Is It Legal?              | Nick                  |                                                    |
| 2000      | Beast                     | Nick                  |                                                    |
| 2002      | TLC                       | Dr Stephen Noble      |                                                    |
| 2004-2006 | Life Begins               | Phil Mee              |                                                    |
| 2005      | Agatha Christie's Marple  | DI Craddock           | "A Murder Is Announced"                            |
| 2006      | Saxondale                 | Presentador           |                                                    |
| 2007-2011 | The Sarah Jane Adventures | Mr. Smith             | Voz                                                |
| 2007      | After You've Gone         | Dr Howard Banks       |                                                    |
| 2007      | Hotel Babylon             | Aiden Spencer         |                                                    |
| 2007      | Christmas at the Riviera  | Reverendo Miles Roger |                                                    |
| 2008      | Doctor Who                | Mr. Smith             | Episodios: "La Tierra robada" y "El fin del viaje" |
| 2008      | Mutual Friends            | Patrick Turner        |                                                    |
| 2009      | Micro Men                 | Clive Sinclair        |                                                    |
| 2010      | The Trial of Tony Blair   | David Cameron         |                                                    |
| 2010      | Reggie Perrin             | David                 | 5 episodios                                        |
| 2011      | Doctor Who                | Reg Arwell            | Episodio: "El Doctor, la viuda y el armario"       |
| 2012      | Hacks                     | David Bullingdon      | [ 3 ]                                              |
| 2012      | Love Life                 | Dominic               |                                                    |
| 2012      | Tooned                    | Profesor M            | Voz                                                |
| 2012      | Hunderby                  | Brother Joseph        |                                                    |
| 2013      | Your Face Sounds Familiar | El mismo              | 6 episodios                                        |
| 2015      | Danger Mouse              | Danger Mouse          | Voz                                                |